# Sperata aorella
Sperata aorella es una especie de peces de la familia Bagridae en el orden de los Siluriformes.

## Reproducción
Es ovíparo.

## Hábitat
Es un pez de agua dulce y de clima tropical.

## Distribución geográfica
Se encuentran en Asia: la India.